# Климат Сербии
Сербия находится на Балканском полуострове, окружённом тёплыми морями — Адриатическим, Эгейским и Чёрным. Другим важным фактором, определяющим сербский климат, является рельеф. В Сербии преобладает континентальный климат на севере с жарким летом (средняя температура июля 23–25° С, максимальная 45° С) и затяжной холодной зимой (средняя температура января –1–2° С, минимальная –25° С), умеренно континентальный — на юге и горный климат — в горах. Зимы в Сербии короткие, холодные и снежные, лето — тёплое. Самый холодный месяц — январь, наиболее тёплый — июль. Средняя температура — 10,9°C. С увеличением абсолютной высоты лето становится не таким жарким, зима более суровой, а количество осадков существенно возрастает. Среднегодовое количество осадков — 896 мм. Дожди чаще всего выпадают в июне и мае.

## Ветра
Наиболее сильными ветрами являются:
- Кошава (холодный и сухой ветер на севере страны).
- Северац (холодный и сухой северный ветер).
- Моравац (холодный и сухой северный ветер, дующий в долине реки Моравы).
- Южный ветер (тёплый и сухой южный ветер, дующий в долине реки Моравы).
- Юго-западный ветер (тёплый и влажный, дует со стороны Адриатики преимущественно на Западе Сербии).